# Zievericher Mühle

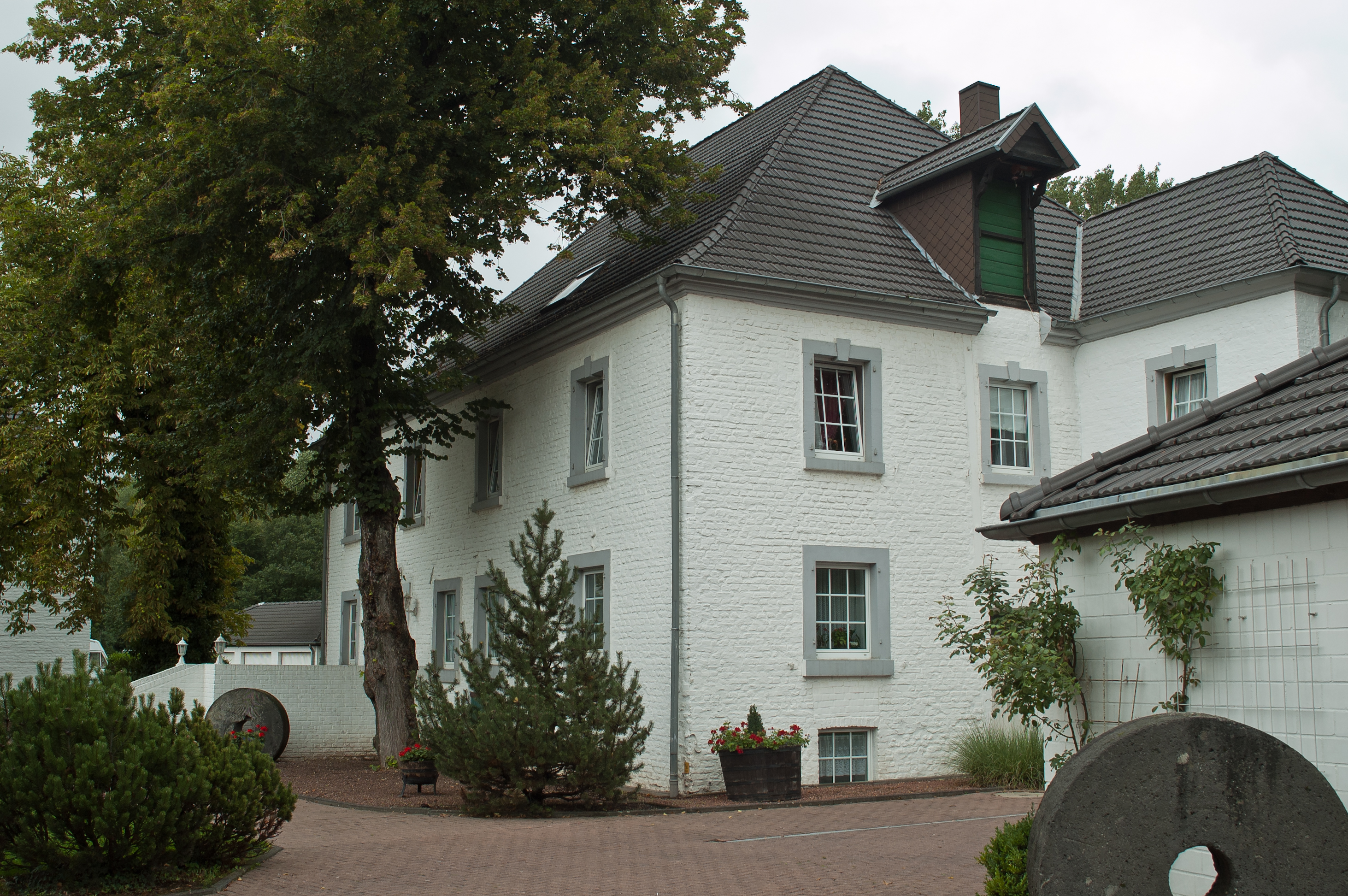
Zievericher Mühle

Die Zievericher Mühle ist eine ehemalige Wassermühle im Ortsteil Zieverich der Kreisstadt Bergheim im Rhein-Erft-Kreis in Nordrhein-Westfalen.

## Geschichte
Schon seit 1243 besitzen die Jülicher Grafen eine Wassermühle in Zieverich. In ihrer heutigen Form wurde die Wassermühle 1713 erbaut. 1715 wurde der heutige Mühlenhof errichtet, der ursprünglich einen anderen Standort hatte. Damals befand er sich einige hundert Meter südlicher, um von der Burg aus einen besseren Schutz zu haben.
Um 1807 wurde die Mühle in die Tranchotkarte eingetragen und 1843 als Wassermühle in Zieverich erwähnt. Nach mehreren Besitzerwechseln wurde sie 1950 stillgelegt und stellte um 1960 endgültig ihren Betrieb ein.
1999 entstand aus dem Mühlenhaus und den Hofgebäuden eine Wohnanlage. Der Mühlenteich wurde in ein so genanntes Anglerparadies mit einer Kaffee-Wirtschaft umgestaltet.

## Beschreibung

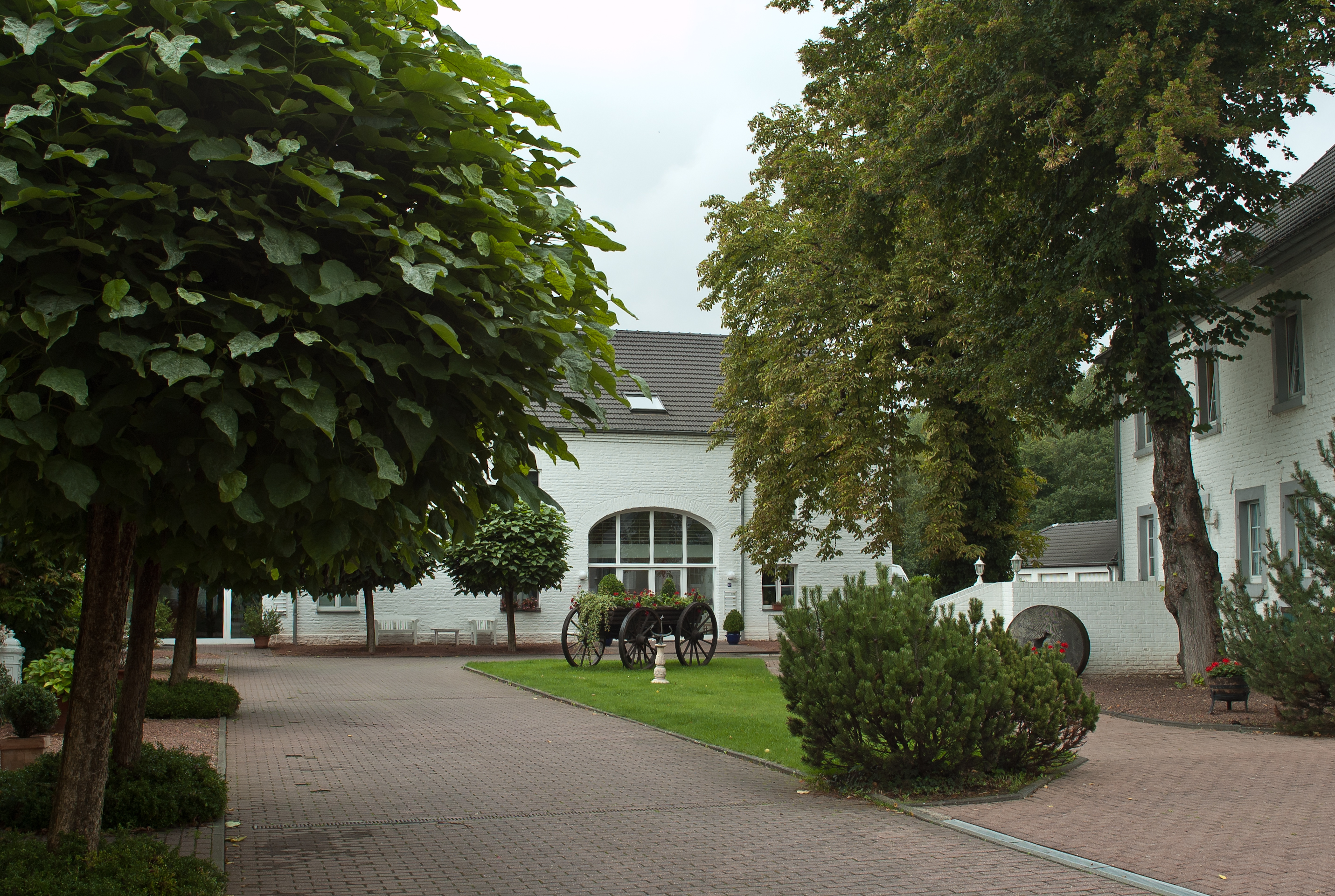
Mühlenhof

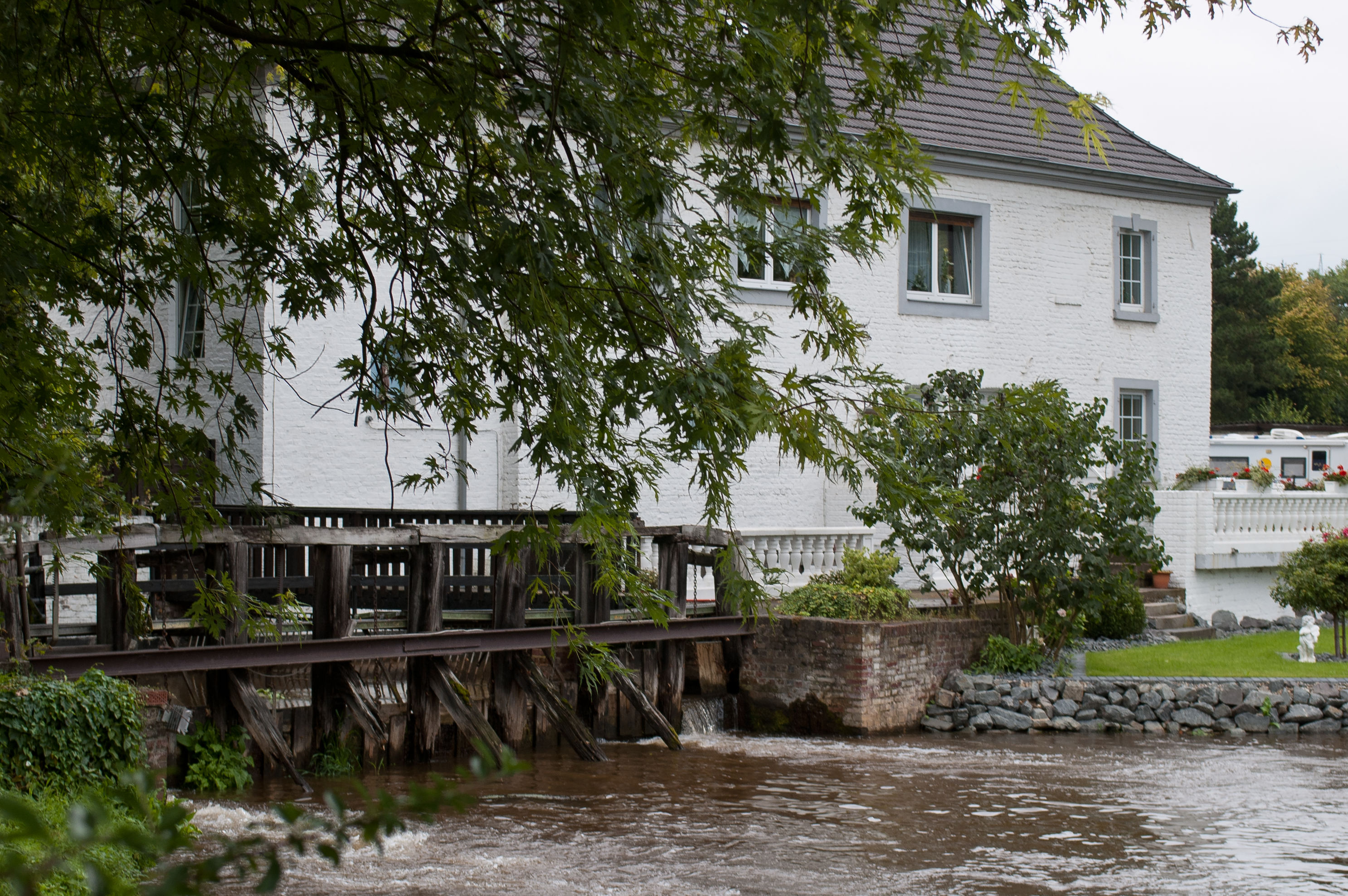
Hofabgewandte Seite mit Stauwehr

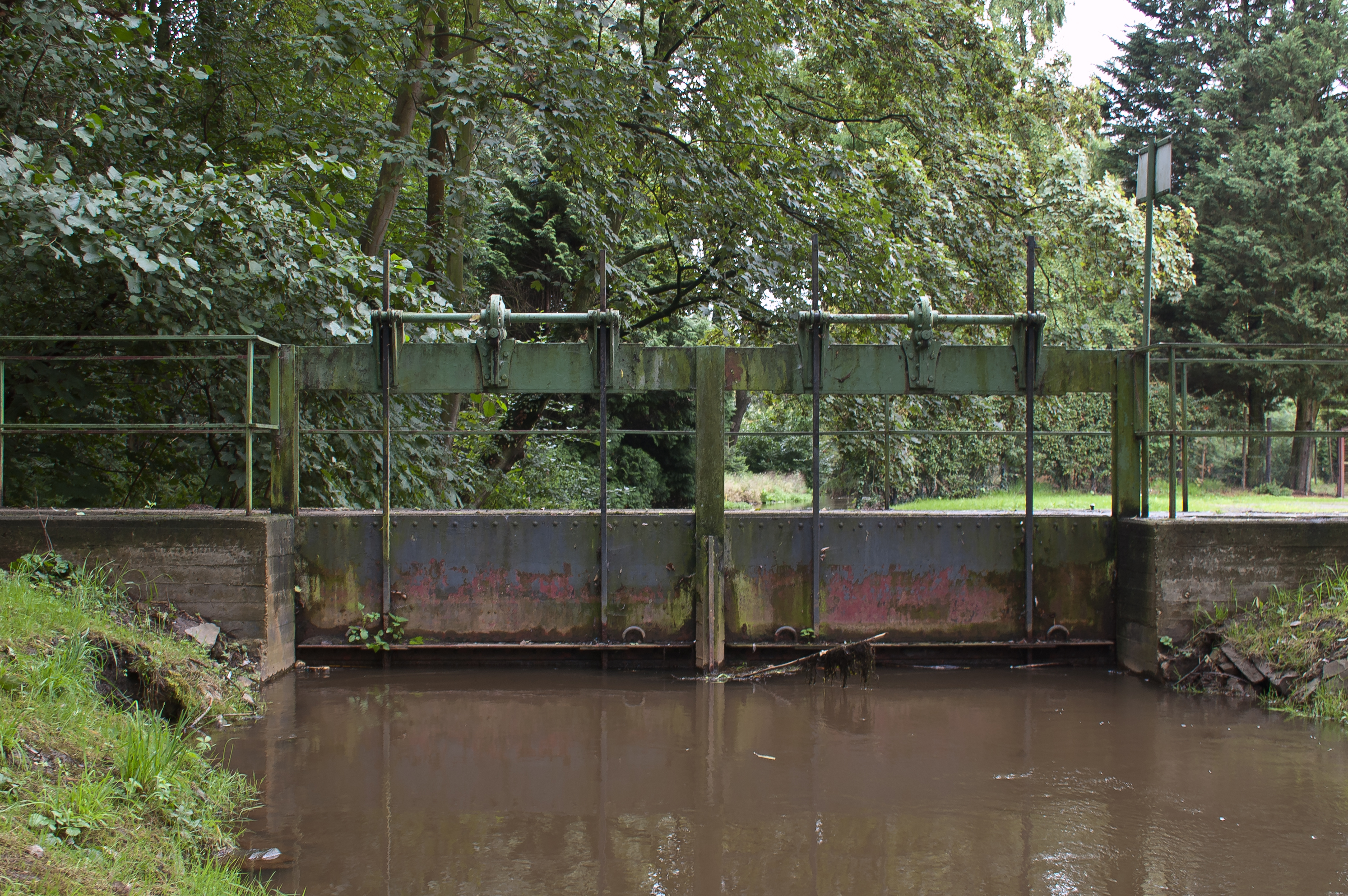
Oberwasserseitiges Stauwehr zum Erftflutkanal

Das zweigeschossige weiß geschlämmte Backsteinwohnhaus liegt traufständig zum Hof und zum Mühlenteich und ist mit einem Walmdach gedeckt. An der Traufseite befindet sich der eingezogene Eingang mit Werksteingewände und Treppenvorbau. Das Obergeschoss ist durch einen Scheitelstein mittig betont. Die rechte Giebelseite hat zwei Achsen und einen zweiten Eingang. Im Dachbereich befindet sich eine ehemalige Ladeluke. Ein einachsiger Vorbau mit zwei Geschossen und einem Walmdach schließt sich an. Hier befand sich vermutlich der Wirtschaftsbereich der Mühle mit dem heute nicht mehr erhaltenen Mühlrad. Aus dem ausgehenden 19. Jahrhundert stammen zwei L-förmig zueinander stehende geschlämmte Wirtschaftsgebäude in Backsteinbauweise, welche den Hof der Mühlenanlage begrenzen.
Die noch erhaltene 2012 restaurierte Freiarche hat acht Schiebevorrichtungen, so genannte Schütze. Sie werden mit Walzenantrieb über eine Zahnstange bewegt.

## Denkmalschutz
Die Zievericher Mühle wurde am 7. Februar 1990 unter der Nummer 57 in die Liste der Baudenkmäler in Zieverich eingetragen.